# الزاوية (صعدة)
الزاوية هي إحدى قرى الجمهورية اليمنية. وهي تتبع جغرافيًا لمحافظة صعدة. وإداريًا لمديرية رازح. يبلغ تعداد سكانها 1061 نسمة حسب الإحصاء الذي جرى عام 2004 م.